# Duenn feat. Nyantora
『duenn feat. Nyantora』（ダエン フィーチャリング ニャントラ）は、duennとNYANTORAのカセットテープ作品。2012年1月12日発売。

## 解説
ドローンミュージックアーティストのduennと、SUPERCARのフロントマンである中村弘二のソロプロジェクト・NYANTORAによる合作。NYANTORAにとっては通算6作目のアルバム。

## 収録曲
1. A1 nightwork (Ametsub remix)
2. B1 VIVRE/ダエン

全作曲・編曲：duenn、中村弘二